# إليزبث كولبرت
إليزابث كولبرت (بالإنجليزية: Elizabeth Kolbert)، (مواليد 1961) صحفية أمريكية ومؤلفة وزميلة زائرة في كلية ويليامز، اشتهرت بكتابها الحائز على جائزة بوليتزر «الانقراض السادس» وكمراقبة ومعلقة على حماية البيئة لمجلة النيويوركر. غالبًا ما تستكشف كتاباتها الأزمة البيئية التي يواجهها البشر في الأنثروبوسين.
عملت كعضو في نشرة مجلس العلوم والأمن لعلماء الذرة من 2017-2020.

## حياتها
أمضت طفولتها المبكرة في ذا برونكس، انتقلت عائلتها بعد ذلك إلى لارتشمونت، حتى عام 1979. بعد تخرجها من مدرسة مامارونك الثانوية، أمضت أربع سنوات في دراسة الأدب في جامعة ييل، حصلت على منحة فولبرايت في عام 1983 للدراسة في جامعة هامبورغ في ألمانيا. بدأت إليزابث العمل لصحيفة نيويورك تايمز في ألمانيا عام 1983، ثم ذهبت للعمل في مكتب المترو في عام 1985، شغلت منصب رئيس مكتب صحيفة التايمز في ألبانيا من عام 1988 إلى عام 1991، كانت كاتبة في النيويوركر منذ عام 1999. حصلت على جائزة بوليتزر لكتابها «الإنقراض السادس» في عام 2015. تقيم في ويليامزتاون، ماساتشوستس، مع زوجها جون كلاينر وثلاثة أبناء.

## الجوائز
- 2005: جائزة الجمعية الأمريكية لتقدم الصحافة العلمية.[11]
- 2006 جائزة المجلة الوطنية للصالح العام.[12]
- 2006: زمالة لانان الأدبية.[13]
- 2006: جائزة الاتصال الأكاديميات الوطنية.[13]
- جائزة هاينز السنوية السادسة عشر، 2010.[14]
- 2010: جائزة المجلة الوطنية للتعليق.[15]
- 2010: زمالة غوغنهايم في الكتابة العلمية.[16]
- 2015: جائزة بوليتزر للكتاب الخيالي العام.[17]
- 2016: جائزة Sam Rose '58 وجولي والترز في كلية ديكنسون للنشاط البيئي.[18]
- 2017: جائزة SEAL للصحافة البيئية.[19]
- جائزة بليك دود من الأكاديمية الأمريكية للفنون والآداب عام 2017.[20]

## روابط خارجية
- الموقع الرسمي